# Радченко, Максим Романович
Макси́м Рома́нович Ра́дченко (род. 15 июня 2007, Крыловская, Краснодарский край) — российский футболист, защитник клуба «Ростов».

## Клубная карьера
Родился в станице Крыловской, Ленинградский район, Краснодарский край.
Футболом начал заниматься в крыловской ДЮСШ «Юность». В 2017 году перешёл в краснодарскую СШ. 11 сентября 2019 года пополнил состав академии «Ростова». 
19 июля 2022 года подписал профессиональный контракт с основной командой «Ростова». 
12 июня 2024 года в матче Второй лиги (дивизион «Б») против «Победы» дебютировал в профессиональном футболе за «Ростов-2». 
18 мая 2025 года сыграл дебютный матч в чемпионате России против петербургского «Зенита». В составе «Ростова» стал финалистом Кубка России 2024/25. 

## Карьера в сборной
В период с 2023 года по 2024 год выступал за сборные России (до 16 и 17 лет), проведя за них суммарно 7 матчей.
В марте 2025 года был вызван в сборную России (до 18 лет). 21 марта 2025 года в матче против сборной Узбекистана (до 18 лет) дебютировал в её составе.

## Статистика выступлений
| Выступление      | Выступление       | Выступление      | Лига | Лига | Кубки | Кубки | Итого | Итого |
| Клуб             | Лига              | Сезон            | Игры | Голы | Игры  | Голы  | Игры  | Голы  |
| ---------------- | ----------------- | ---------------- | ---- | ---- | ----- | ----- | ----- | ----- |
| Ростов           | РПЛ               | 2024/25          | 1    | 0    | 0     | 0     | 1     | 0     |
| Ростов           | Итого             | Итого            | 1    | 0    | 0     | 0     | 1     | 0     |
| → Ростов-2       | Вторая лига («Б») | 2024             | 16   | 0    | —     | —     | 16    | 0     |
| → Ростов-2       | Вторая лига («Б») | 2025             | 4    | 0    | —     | —     | 4     | 0     |
| → Ростов-2       | Итого             | Итого            | 20   | 0    | —     | —     | 20    | 0     |
| Всего за карьеру | Всего за карьеру  | Всего за карьеру | 21   | 0    | 0     | 0     | 21    | 0     |

## Достижения
«Ростов»
- Финалист Кубка России: 2024/25